# El Mirador, Texhuacán
El Mirador är en ort i Mexiko.   Den ligger i kommunen Texhuacán och delstaten Veracruz, i den sydöstra delen av landet, 240 km öster om huvudstaden Mexico City. El Mirador ligger 2 063 meter över havet och antalet invånare är 315.
Terrängen runt El Mirador är kuperad åt sydväst, men åt nordost är den bergig. Runt El Mirador är det ganska tätbefolkat, med 199 invånare per kvadratkilometer. Närmaste större samhälle är Zongolica, 6,9 km nordost om El Mirador. I omgivningarna runt El Mirador växer huvudsakligen savannskog.